# 詹姆斯·法利
詹姆斯·阿洛依修斯·法利（英語：James Aloysius "Jim" Farley；1888年5月30日—1976年6月9日），民主党，天主教徒，美国民主党全国委员会主席、美国邮政局局长。